# Titán (banda)
Titán es un grupo musical formado por Emilio Acevedo, Julián Lede y Andrés Sánchez. Este trío electrónico se formó en 1992 a partir del grupo ‘Melamina Ponderosa’, donde Emilio Acevedo y Julián Lede se conocieron.

## Historia
Emilio Acevedo y Julián Lede crearon Titán a mediados de los años 90. Al comienzo les acompañaba en el bajo Andrés Sánchez, con quien grabaron "Terrodisco" bajo el sello Culebra. De este material se desprende el sencillo "Cuin", aunque no tuvieron mucho éxito comercial, este material marcó a toda una generación de músicos electrónicos. 
A partir de su segundo disco, Elevator (EMI 1999), Sánchez fue sustituido por Jay de la Cueva. Su esencia está basada en reunir "elementos del rock con maquinitas" (secuenciadores, samplers y sintetizadores).
Antes de la formación, cada integrante realizaba proyectos de manera solista: Julián creó al personaje musical Silverio y grabó un disco con Suave; Emilio creó tres proyectos: Sonido Lasser Drakar, electro-pop en inglés con Danette Newcomb (editó un EP en Noiselab); Lasser Moderna, un dueto de cumbia electrónica, y María Daniela y su Sonido Lasser, electro-pop en español.  

## Miembros
Miembros actuales
- Yamil Rezc - Bajo (2023-presente)

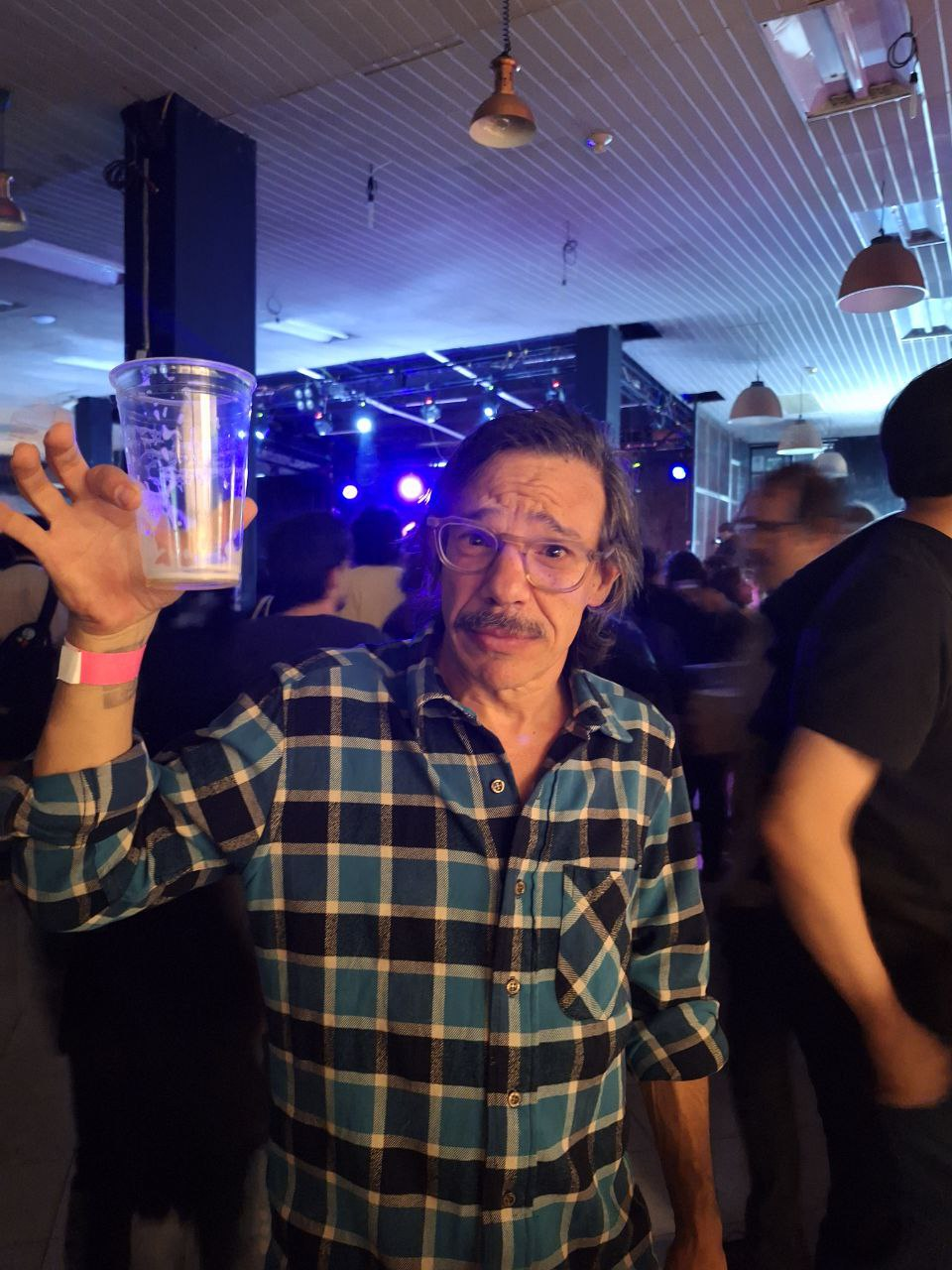
Julian Lede, guitarrista de Titán

- Emilio Acevedo - Teclados (1992-presente)
- Julián Lede - guitarra eléctrica (1992-presente)

Antiguos miembros
- Jay de la Cueva - Bajo (1997-2022)
- Andrés Sánchez - Bajo (1992-1997)

## Discografía

### Álbumes de estudio
- Terrodisco (1995)
- Elevator (2000)
- Titán (2005)
- Dama (2016)
- Nave Nodriza (2023)

Nota: Aunque en los créditos del álbum, "Elevator", figura la fecha de 1999 como el año oficial del registro, el álbum como tal no fue publicado hasta octubre del año 2000. La demora se debió a problemas legales referentes a los "samples" incluidos en las canciones.

### EP
- Corazón EP (1999)